# 만노스 결합 렉틴
만노스 결합 렉틴(영어: mannose-binding lectin, MBL)은 옵소닌과 렉틴 경로를 통해 선천성 면역에 중요한 역할을 하는 렉틴이다. 만난 결합 렉틴(영어: mannan-binding lectin), 만노스 결합 단백질(영어: mannose-binding protein, MBP), 만난 결합 단백질(영어: mannan-binding protein)이라고도 한다.

## 구조
만노스 결합 렉틴(MBL)은 약 30 kDa의 3개의 동일한 펩타이드 사슬을 포함하는 소단위체로 구성된 올리고머 구조(400~700 kDa)를 가지고 있다.
MBL은 여러 가지 올리고머 형태를 형성할 수 있지만, 이량체와 삼량체는 옵소닌으로서 생물학적으로 불활성이며 보체의 활성화를 위해서는 최소한 사량체 형태가 필요한 것으로 보인다.

## 같이 보기
- 렉틴 경로
- 만노스
- 만난
- 렉틴